# Keilschrifttexte aus Boghazköi
Die Keilschrifttexte aus Boghazköi (kurz: KBo) sind eine 70 Bände umfassende wissenschaftliche Schriftenreihe, die als Hauptpublikationsorgan der Veröffentlichung keilschriftlicher Textfunde aus den Ausgrabungen des Deutschen Archäologischen Instituts in Boğazköy (heute Boğazkale) diente.
Die Reihe wurde 1916–1921 durch Emil Forrer ins Leben gerufen und von der Deutschen Orientgesellschaft herausgegeben. Ab 1921 rückte zunächst die Reihe Keilschrifturkunden aus Boghazköi an ihre Stelle. Nach dem Zweiten Weltkrieg wurde die Reihe jedoch wieder aufgenommen und seit 1979 von der Akademie der Wissenschaften und der Literatur in Mainz herausgegeben, nachdem schon zuvor 26 Bände erschienen waren. Nachdem 2015 die letzten Textfunde aus älteren Grabungen veröffentlicht waren, wird ein 71. Band zunächst nur online als sich fortsetzende Publikation veröffentlicht. Hintergrund hierfür ist, dass in den letzten Jahren während der Ausgrabungen in Boğazköy nur noch wenige Textfunde gemacht wurden. Der 71. Band soll daher erst in Druck gehen, wenn er hinreichend angewachsen ist.